# Soft Club
SoftKlab (conosciuta anche come 1C-SoftKlab - in russo Софт-Клаб) è una delle più grandi società russe impegnate nello sviluppo, nella localizzazione, pubblicazione e distribuzione per computer e console sul territorio della Russia, CSI ed Europa orientale. Pubblica la versione ufficiale russa dei giochi su PC, PlayStation2, PlayStation3, PlayStation4, Xbox 360, Xbox One, PS Vita, PlayStation Portable e Wii. In collaborazione con la società 1C, anch'essa russa.
La traduzione del gioco non è solo per PC, ma anche per la console per videogiochi (linea di Xbox, Nintendo e PlayStation).
Alla fine del 2014 la società SoftKlab otteneva circa l'80% del mercato CSI (Stati dell'ex Unione Sovietica). I giochi tradotti più famosi erano Grand Theft Auto, San Andreas e soprattutto Grand Theft Auto V.